# How Long (Tove Lo)
How Long è un singolo della cantante svedese Tove Lo, pubblicato il 26 gennaio 2022 come primo estratto dal quinto album in studio Dirt Femme.

## Descrizione
La canzone è stata scritta da Tove Lo, Tim Nelson, Ludvig Söderberg e Sibel Redžep.
La canzone appare anche nella colonna sonora della seconda stagione della serie televisiva statunitense Euphoria.

## Video
Il videoclip della canzone è stato diretto dai Kenten.

## Tracce
- Download digitale

1. How Long – 3:18